# Hugh Douglas Barclay
Hugh Douglas Barclay (Pulaski, Nueva York; 5 de julio de 1932 - Pulaski, Nueva York; 14 de marzo de 2021) fue un abogado y político estadounidense perteneciente al Partido Republicano.

## Estudios
Asistió a la Academia Pulaski y los Colegios Centrales. También estudió en el St. Paul's School. Se graduó de bachiller en letras de la Universidad de Yale y de licenciado en Derecho de la Facultad de Derecho de la Universidad de Siracusa en 1961.

## Carrera
Desde 1961 hasta 2003, Barclay se desempeñó como socio del bufete de abogados Hiscock & Barclay, un bufete de abogados especializado en derecho bancario y administrativo, en el norte del estado de Nueva York. También ingresó a la política como republicano.
Entre 1965 y 1984 fue senador del Estado de Nueva York.
El 21 de agosto de 2003, el presidente George W. Bush anunció a Barclay como nuevo embajador de Estados Unidos en El Salvador, enviando la nominación al Senado para su correspondiente confirmación el 15 de septiembre. El Senado confirmó la nominación el 3 de octubre. Barclay tomó juramento en el cargo el 12 de noviembre de 2003 y presentó sus cartas credenciales al presidente de El Salvador, Francisco Flores, el 13 de diciembre. Su cargo como embajador finalizó el 17 de enero de 2007.
La biblioteca jurídica de la Facultad de Derecho de la Universidad de Siracusa lleva su nombre en su honor. Recibió un título honorífico en 1998 y fue fideicomisario vitalicio en la Universidad de Siracusa.

## Vida personal
Barclay se casó con Sara J. "Dee Dee" Seiter, con quien tuvo cinco hijos, entre ellos el asambleísta William Barclay.
H. Douglas Barclay murió el 14 de marzo de 2021 a la edad de 88 años.